# Municipio de Jackson (condado de Warren)
El municipio de Jackson (en inglés: Jackson Township) es un municipio ubicado en el condado de Warren en el estado estadounidense de Iowa. En el año 2010 tenía una población de 876 habitantes y una densidad poblacional de 9,21 personas por km².

## Geografía
El municipio de Jackson se encuentra ubicado en las coordenadas 41°17′22″N 93°44′27″O / 41.28944, -93.74083. Según la Oficina del Censo de los Estados Unidos, el municipio tiene una superficie total de 95.11 km², de la cual 94,89 km² corresponden a tierra firme y (0,23 %) 0,22 km² es agua.

## Demografía
Según el censo de 2010, había 876 personas residiendo en el municipio de Jackson. La densidad de población era de 9,21 hab./km². De los 876 habitantes, el municipio de Jackson estaba compuesto por el 96,92 % blancos, el 0,57 % eran afroamericanos, el 0,57 % eran amerindios, el 0,91 % eran de otras razas y el 1,03 % eran de una mezcla de razas. Del total de la población el 1,94 % eran hispanos o latinos de cualquier raza.